# Emscherinsel

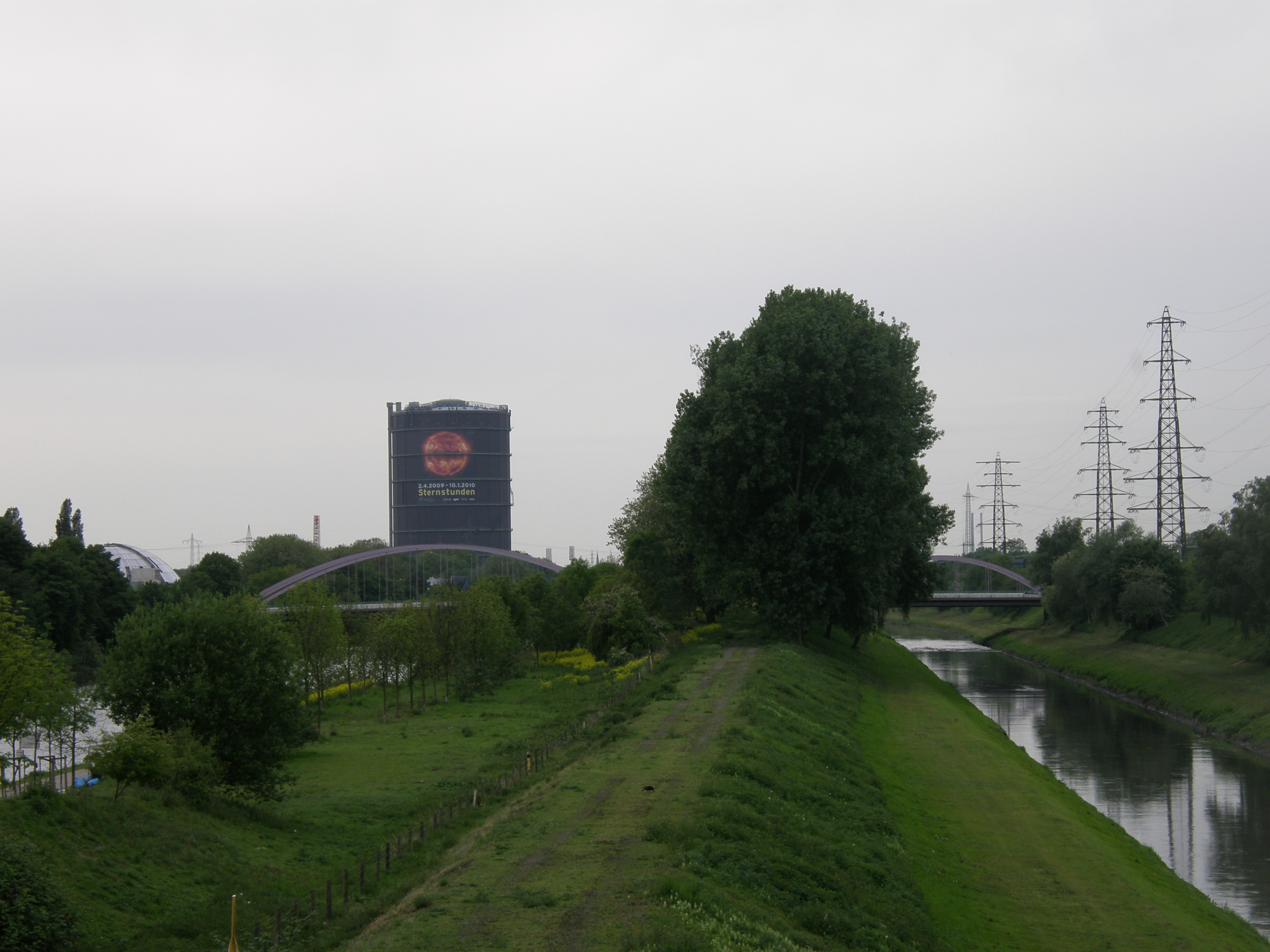
Eine der schmalsten Stellen der Emscherinsel in Oberhausen, links Kanal, rechts Emscher, geradeaus der Gasometer

Als Emscherinsel wird ein 34 km langer Landschaftsstreifen zwischen Rhein-Herne-Kanal und Emscher bezeichnet. In Castrop-Rauxel unterquert die Emscher im Emscher-Durchlass den Kanal, hier befindet sich das östliche Ende der Insel (51° 35′ 41,4″ N, 7° 17′ 48,3″ O). Im Westen ändert die Emscher bei der Neuen Mitte in  Oberhausen den Lauf in nordwestliche Richtung (51° 29′ 34,3″ N, 6° 50′ 55″ O). Die Insel liegt auch in den Städten Herne, Recklinghausen, Gelsenkirchen, Herten, Essen und Bottrop.
Auf der Emscherinsel befinden sich Wohn- und Industriegebäude, Sport- und Grünanlagen, Industriebrachen und Freiflächen. Zwischen Herne-Crange und Gelsenkirchen-Erle verläuft die B226 teilweise auf der Emscherinsel. Ungefähr 7000 Menschen leben auf der Insel, die oftmals nicht als solche wahrgenommen wird, zumal durchschnittlich alle 400 Meter eine Brücke auf das Gelände führt.

## Projekt Ruhr.2010

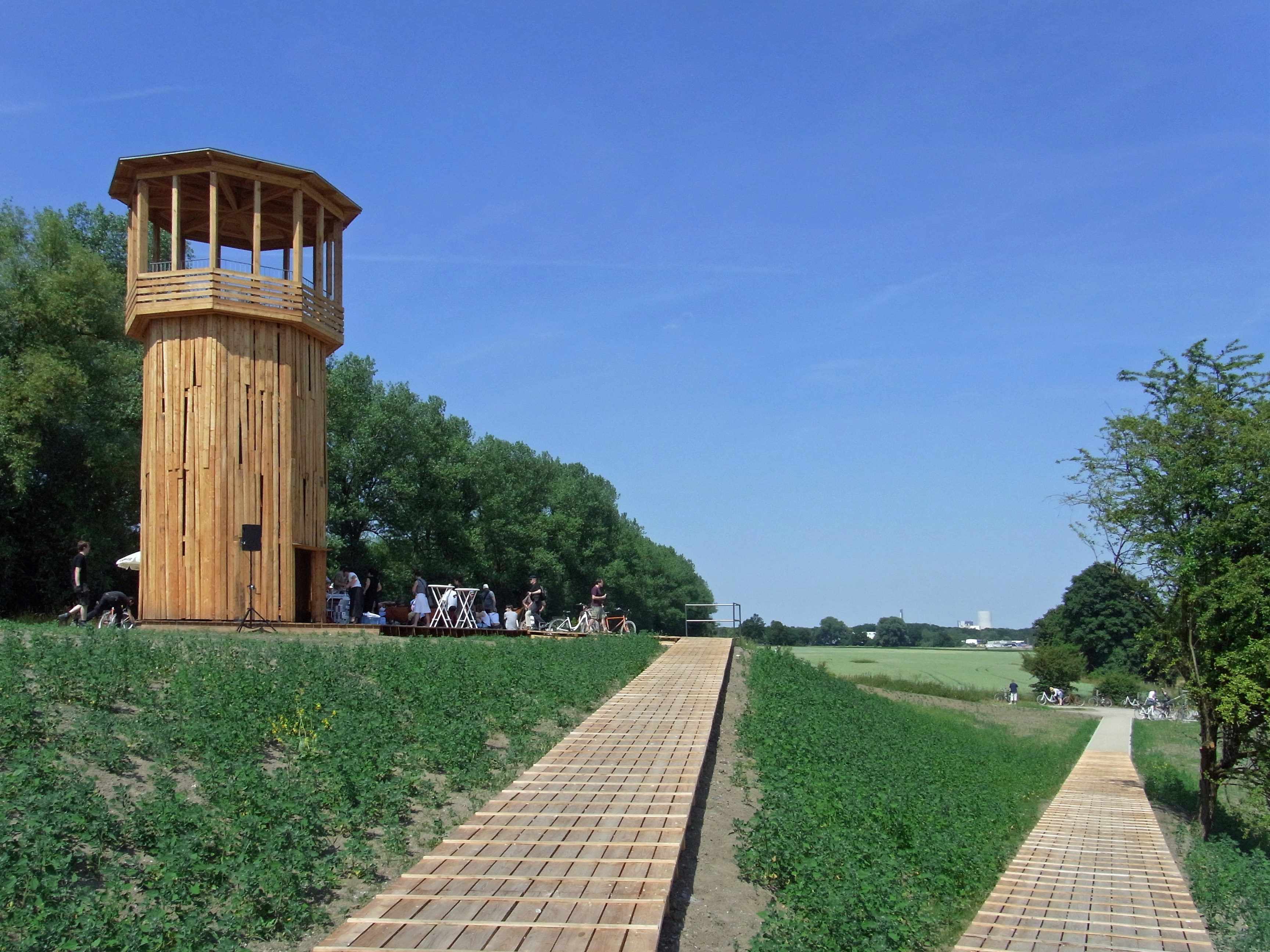
Aussichtsturm von Tadashi Kawamata im Rahmen der Emscherkunst.2010

Im Rahmen der Kulturhauptstadt Ruhr.2010 wurde die Emscherinsel zu einem der Leitprojekte ausgebaut. Dazu wurde ein durchgehender 70 km langer Inselweg geschaffen, der die bereits vorhandenen Rad- und Wanderwege Emscher-Weg und Emscher Park Radweg einbezieht. An einigen Stellen wurden Aussichtsplattformen errichtet und Skulpturen aufgestellt oder in örtliche Objekte integriert. So wurde in der aufgegebenen Berne-Kläranlage in Ebel ein Becken trockengelegt und in dem anderen ein Unterwassergarten sowie der BernePark eingerichtet. Hinzu kommt dort dasparkhotel in Betonröhren.
Träger des Projektes waren die Emschergenossenschaft, der Regionalverband Ruhr, das Wasser- und Schifffahrtsamt Duisburg-Meiderich, die beteiligten Kommunen sowie viele der angesiedelten Unternehmen. Beim Wohnungsbau beteiligte sich auch die Landesentwicklungsgesellschaft NRW.